# Linda Ronstadt
Linda Maria Ronstadt, född 15 juli 1946 i Tucson i Arizona, är en amerikansk sångerska.
Linda Maria Ronstadt kommer från en mycket musikalisk familj. I tonåren bildade hon en trio tillsammans med sin bror och syster. De kallade sig The New Union Ramblers och sjöng folkmusik, country, bluegrass och mexikanska sånger. I mitten av 1960-talet sjöng hon i folkrocktrion Stone Poneys, som gav ut tre album. Med dem hade hon bland annat hiten "Different Drum". 1969 spelade hon in sin första soloskiva, Hand Sown... Home Grown. På sitt tredje, självbetitlade album ackompanjerades hon av en grupp studiomusiker som senare skulle bilda gruppen Eagles.
Linda Maria Ronstadt hade en jättehit 1975 med "You're No Good" från albumet Heart Like a Wheel. Efter att på sina tidiga skivor främst influerats av country och countryrock började hon i slutet av 1970-talet bredda sin stil med mer rock- och poporienterad musik. Albumet Simple Dreams från 1977 blev en stor framgång, med bland annat hitarna "Blue Bayou" och "It's So Easy", liksom uppföljaren Living in the USA från året därpå. Under 1980-talet experimenterade hon bland annat med jazz och latinamerikansk musik.
Ronstadt, som är halv-mexikansk på sin fars sida, innehar rekordet för bäst säljande icke-engelska album i amerikansk historia med Canciones de Mi Padre. Albumet ledde till en Grammy och är certifierat dubbel platina för över 2 miljoner sålda exemplar. Titeln till albumet lånade hon från en sångbok med traditionell mexikansk musik som hennes faster, Lucia Espinell Ronstadt, hade givit ut 1946 – samma år som Ronstadt föddes.
Ronstadt har spelat in två album tillsammans med Dolly Parton och Emmylou Harris (Trio, och Trio II) av vilka de vann en grammy för den första. Hon har också sjungit och deltagit i flera filmer. I början av 1980-taler deltog hon i en uppsättning av pjäsen Pirates of Penzance av Arthur Sullivan. Pjäsen blev lyckad, och fortsatte senare på Broadway, fortfarande med Ronstadt som Mimmi. 1983 gjorde Joseph Papp en film av pjäsen med Linda Ronstadt och Kevin Kline som huvudkaraktärerna. Angela Lansbury hade även en roll i filmen. 
År 1986 sjöng hon in ledmotivet "Somewhere Out There" till Don Bluth-filmen Resan till Amerika, i duett med James Ingram. Låten blev Oscarsnominerad men vann ej, och lyckades ta sig till andra plats på amerikanska Billboardlistan.
Ronstadt spelade sin sista konsert 2009, och gick därefter i pension, eftersom hennes röst hade försämrats markant både ljudmässigt och på så sätt att Ronstadt hade svårt att styra den. Hennes sista egna album hade utkommit redan 2006 – Adieu false heart, ett samarbete med cajunsångerskan Ann Savoy. Hennes allra sista låt utkom lite senare, 2010, då hon gästade ett album med traditionell mexikansk musik av The Chieftains.
År 2013 gick hon ut med att hon drabbats av Parkinsons sjukdom. Detta förklarade varför hon så oförklarligt tappat sin sångröst i slutet av 00-talet och därmed tvingats dra sig tillbaka. Sjukdomen bryter ner receptorer i hjärnan som står för muskelkontroll, och gör det därmed svårare och svårare att kontrollera dess muskler, däribland stämband och halsmuskler.
Linda Ronstadt är även välkänd för att ha introducerat ett flertal kända artister och band till musikbranschen. Genom att inkludera dem på sina album eller göra covers på deras egenskrivna låtar var hon en stor bidragande faktor till att de fick sina första kontrakt med skivbolag.
Det amerikanska bandet Eagles startade som Linda Ronstadts kompband. De spelade med henne på turné tidigt på 1970-talet och står även för musiken på hennes album Linda Ronstadt från 1972.
Linda Ronstadt mötte för första gången Emmylou Harris när Harris var på turné med Gram Parsons. När Parsons dog av en överdos i september 1973 bjöd Ronstadt in Harris till att gästa hennes spelningar på klubben Roxy i Los Angeles. Spelningarna där gjorde att folk inom musikbranschen fick upp ögonen för Harris talanger och gav även henne inspiration att gå vidare som soloartist.
Även ett antal andra mindre kända artister fick sin start med hjälp av Ronstadt, däribland Maria Muldaur och Kate and Anna McGarrigle. Muldaur fick sitt genombrott efter att hon gjort ett antal jobb som bakgrundssångerska åt Ronstadt. Systrarna McGarrigle fick ett kontrakt med Warner Bros. tack vare att Ronstadt gjorde ett cover av Anna McGarrigles låt "Heart Like a Wheel" (vilket även blev titeln på albumet i fråga).
Ronstadt har även bidragit med sin egen röst till många album av dessa sångare och band som hon hjälpt starta. Hon har sjungit på 10 olika album av Emmylou Harris (ej medräknat deras 3 gemensamma album), deltog på Maria Muldaurs andra soloalbum, Waitress in a Donut Shop och var även med på The McGarrigle Hour av Kate and Anna McGarrigle. Hon har även funnits med på ett antal av Eagles album.

## Diskografi (urval)
Album
- 1969 – Hand Sown... Home Grown
- 1970 – Silk Purse
- 1971 – Linda Ronstadt
- 1973 – Don't Cry Now
- 1974 – Heart Like a Wheel
- 1975 – Prisoner in Disguise
- 1976 – Hasten Down the Wind
- 1977 – Simple Dreams
- 1978 – Living in the USA
- 1980 – Mad Love
- 1982 – Get Closer
- 1983 – What's New
- 1984 – Lush Life
- 1986 – For Sentimental Reasons
- 1987 – Trio (med Dolly Parton och Emmylou Harris)
- 1987 – Canciones de Mi Padre
- 1989 – Cry Like a Rainstorm - Howl Like the Wind
- 1990 – Mas Canciones
- 1992 – Frenesi
- 1994 – Winter Light
- 1995 – Feels Like Home
- 1996 – Dedicated to the One I Love
- 1998 – We Ran
- 1999 – Trio II (med Dolly Parton och Emmylou Harris)
- 1999 – Western Wall: The Tucson Sessions (Med Emmylou Harris)
- 2000 – A Merry Little Christmas
- 2004 – Hummin' to Myself
- 2006 – Adieu False Heart (med Ann Savoy)